# Messier 106
Messier 106 (również M106, NGC 4258) – galaktyka spiralna znajdująca się w gwiazdozbiorze Psów Gończych. Została odkryta w lipcu 1781 roku przez francuskiego astronoma Pierre’a Méchaina. Messier 106 jest najjaśniejszą galaktyką grupy galaktyk M106. Jest galaktyką Seyferta typu 2.
M106 nie znalazła się w opublikowanej wersji katalogu Messiera. Dodała ją Helen Sawyer Hogg w 1947 razem z M105 i M107.

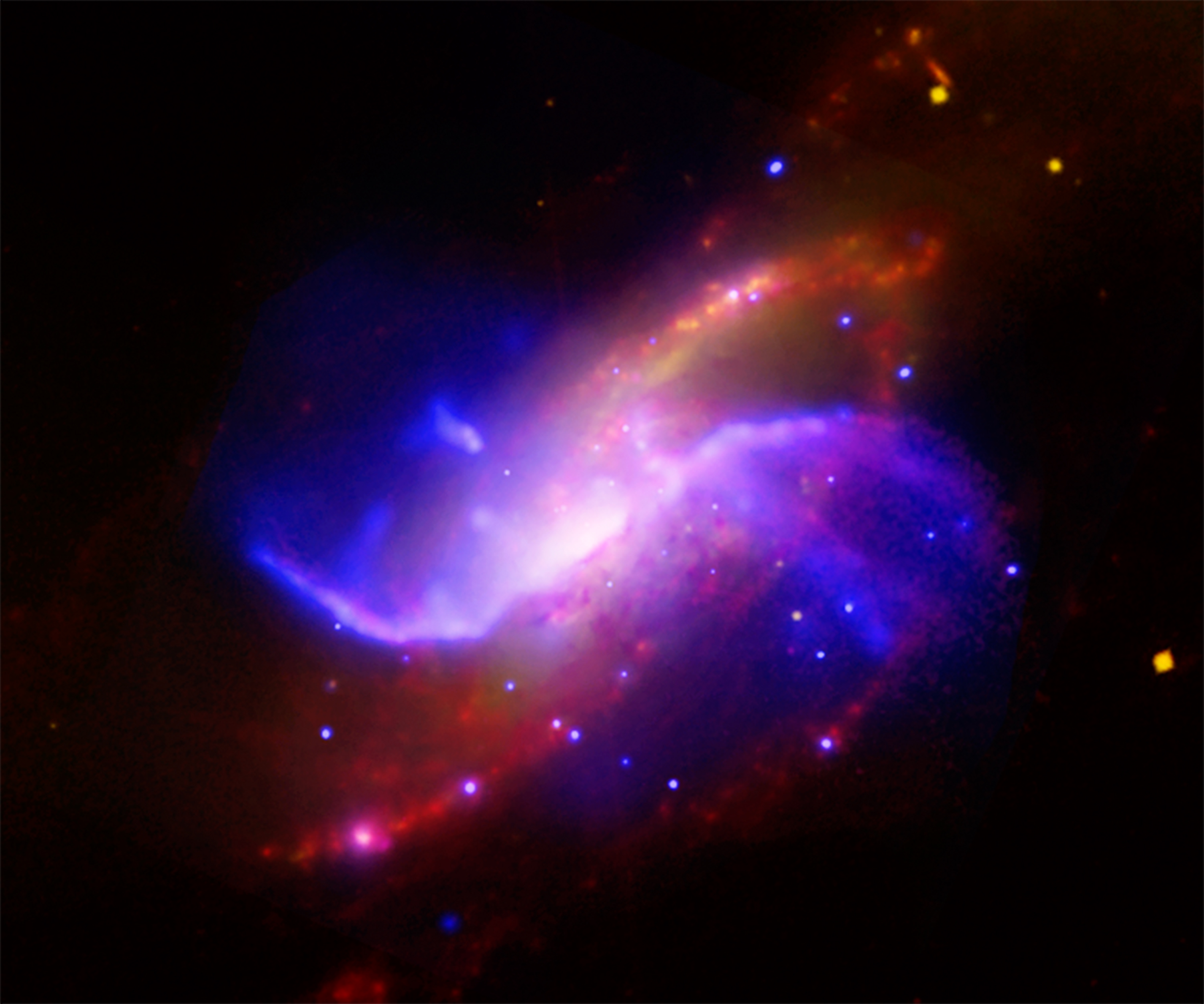
Połączenie obrazów w zakresie fal radiowych, promieni X, podczerwieni i światła widzialnego

M106 znajduje się w odległości ok. 23 milionów lat świetlnych (ok. 7 mln parseków) od Ziemi. Odległość do galaktyki udało się obliczyć precyzyjniej niż za pomocą cefeid dzięki odkryciu kilkunastu maserów wodnych w dysku akrecyjnym znajdującym się w centrum galaktyki. Obecność maserów pozwoliła również na wykazanie, że w centrum galaktyki znajduje się supermasywna czarna dziura, której masę oszacowano na 40 milionów mas Słońca.
Do tej pory w M106 zaobserwowano dwie supernowe:
- SN 1981K – odkryta w sierpniu 1981, osiągnęła maksymalną jasność 16m
- SN 2014bc – odkryta w maju 2014, miała wówczas jasność 14,8m.